# Ohthere
No confundir con el explorador vikingo Ohthere de Hålogaland
Ohthere (también Ottar "Vendilkraka" Egilsson; nórdico antiguo: Óttarr; inglés antiguo: Ohþere) (n. 551) fue un semilegendario caudillo vikingo de la Era de Vendel (siglo VI), rey de los suiones (suecos) de Svealand y que a menudo se menciona como el primer monarca histórico de Suecia. Es uno de los personajes del poema Beowulf y también aparece en otras sagas nórdicas.

## Etimología
Su nombre procede del protonórdico *Ōhtaharjaz o *Ōhtuharjaz que significa "guerrero temido".

## Vida
Ohthere y su hermano menor Onela lideraron con éxito incursiones contra los gautas tras la muerte del rey Hrethel. Ongenþeow había muerto en el campo de batalla contra los gautas y Ohthere le sucedió en el trono sueco. Ohthere organizó un ejército contra Götaland, asedió a uno de sus ejércitos y casi eliminó al rey Hygelac pero perdió muchos efectivos durante el conflicto. En 520 envió otro contingente a devastar las costas de Dinamarca, pero se le enfrentaron dos jarls daneses que pusieron freno a sus pretensiones, presentaron batalla y le mataron, su cadáver fue repatriado a Svealand y enterrado en un montículo.

## Literatura medieval

### Beowulf
En el poema épico Beowulf el nombre de Ohthere aparece en referencia a su padre Ongenþeow (fæder Ohtheres), su madre (Onelan modor and Ohtheres), y sus hijos Eadgils (suna Ohteres, y sunu Ohteres) y Eanmund (suna Ohteres).
En referencia a los hechos de Ohthere, se refieren a él como descendencia de Ongenþeow junto a su hermano Onela, protagonistas de uno de los capítulos de las guerras entre suiones y gautas. Más tarde, Ohthere muere y su hermano usurpa el trono, los hijos de Ohthere escapan, buscan refugio entre los gautas y se inicia otra guerra.

### Sagas nórdicas
Ynglingatal, saga Ynglinga, Íslendingabók y la Historia Norvegiae presentan a Óttarr como hijo de Egill (llamado Ongenþeow en Beowulf) y padre de Aðísl/Aðils/Athils/Adils (Eadgils).
Según la saga Ynglinga, Óttarr se negó a pagar danegeld (tributo) al rey danés Fróði por la ayuda que su padre había recibido. Fróði envió a dos hombres a recoger el tributo, pero Óttar respondió que los suecos nunca pagaron tributo a los daneses y él no sería el primero en hacerlo. Fróði organizó una gran horda y devastó Svealand, al año siguiente hizo lo mismo en el este. Cuando Óttarr supo que Fróði marchó, navegó a Dinamarca e inició su incursión en Limfjord y devastó Vendsyssel. Los jarls de Fróði, Vott y Faste, atacaron a Óttarr en el fiordo. La batalla fue dura y muchos hombres murieron, pero los daneses recibieron apoyo de los territorios vecinos y los suiones perdieron la batalla (posiblemente sea una versión aparentemente tomada de la muerte del predecesor de Óttarr, Jorund). Los daneses colocaron el cadáver de Óttarr en la cima de un montículo para que fuse devorado por las bestias. Hicieron un cuervo de madera y lo enviaron a Svealand con un mensaje: "el leño tenía más valor que su rey". Tras este capítulo, Óttarr sería apodado El cuervo de Vendel.
Solo Snorri usó el epíteto Vendelcrow, aunque Historia Norvegiae e Íslendingabók lo aplica a su padre Ongenþeow. Tampoco aparece en otras fuentes la muerte de Óttarr en Vendsyssel, probablemente es de su invención. Ynglingatal solo menciona que Óttarr murió en el enfrentamiento contra los jarls daneses Vott y Faste en un lugar llamado Vendel.
Historia Norwegiæ presenta un resumen en latín de Ynglingatal, anterior a la cita de Snorri: 
Cui successit in regnum filius suus Ottarus, qui a suo æquivoco Ottaro Danorum comite et fratre ejus Fasta in una provinciarum Daniæ, scilicet Wendli, interemptus est. Cujus filius Adils <..>
"El sucesor al trono fue su hijo Ottar, asesinado en Vendel, una provincial de Dinamarca, por un jarl danés con el mismo nombre y su hermano, Fasta. Su hijo Adils <..>"
Historia Norvegiæ solo cita que Ohthere murió por la ofensiva de los hermanos daneses, uno llamado también Ottar [sic.] y Faste en una provincia danesa llamada Vendel.

## Montículo de Ohthere

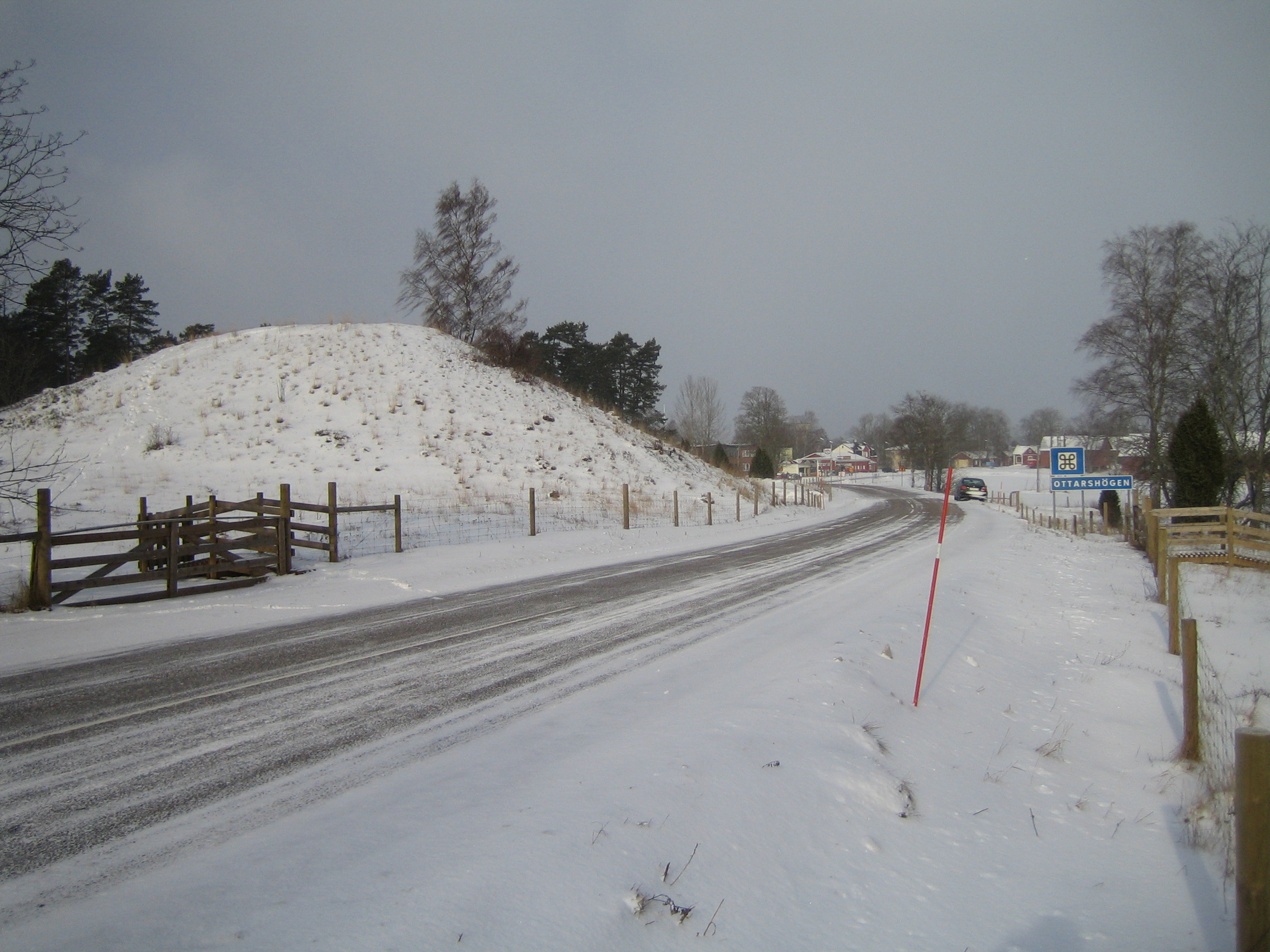
Montículo de Ohthere

El monítulo de Ohthere (sueco: Ottarshögen) (60°08′N 17°34′E / 60.133, 17.567) se encuentra emplazado en la parroquia de Vendel, Uppland, Suecia. Tiene 5 metros de alto y 40 metros de ancho. En el siglo XVII el montículo se conoció como Ottarshögen. El término Hög deriva del nórdico antiguo haugr (montículo).
El montículo fue excavado en el periodo 1914–1916 y contenía los restos de un hombre y una mujer acompañados de algunas piezas dignas de la realeza. El arqueólogo Sune Lindqvist reportó que en el centro había una vasija de madera con cenizas. Había pocos artículos pero bien preservados. También encontró paneles decorados similares a otros encontrados en tumbas de la Era de Vendel cercanas y una cajita con un cepillo y una moneda romana de oro, un sólido bizantino, fechado no más tarde de 477 d. C.; la moneda estaba perforada y posiblemente se usó como decoración y tenía muestras de haber sido usado durante mucho tiempo. Lindquist afirmó que la identificación del sepulcro asignado a Ohthere no merecía más aseveración arqueológica que la propia que proveía la excavación.